# Kristotomus santoshae
Kristotomus santoshae là một loài tò vò trong họ Ichneumonidae.